# Paiwa abyssi
Paiwa abyssi är en ringmaskart som beskrevs av Chamberlin 1919. Paiwa abyssi ingår i släktet Paiwa och familjen Ampharetidae. Inga underarter finns listade i Catalogue of Life.